# Triréacteur
Un triréacteur est un avion disposant de trois réacteurs pour sa propulsion. 2 configurations sont généralement proposées :
- un réacteur sous chacune des ailes et le dernier réacteur au niveau de l’empennage arrière.
- les 3 réacteurs sont localisés à l'arriere de l'appareil.

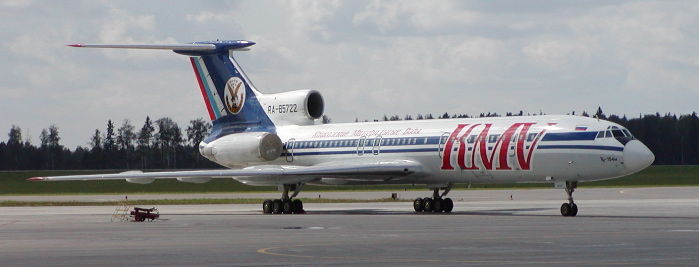
Avion triréacteur russe Tu-154

## Conception

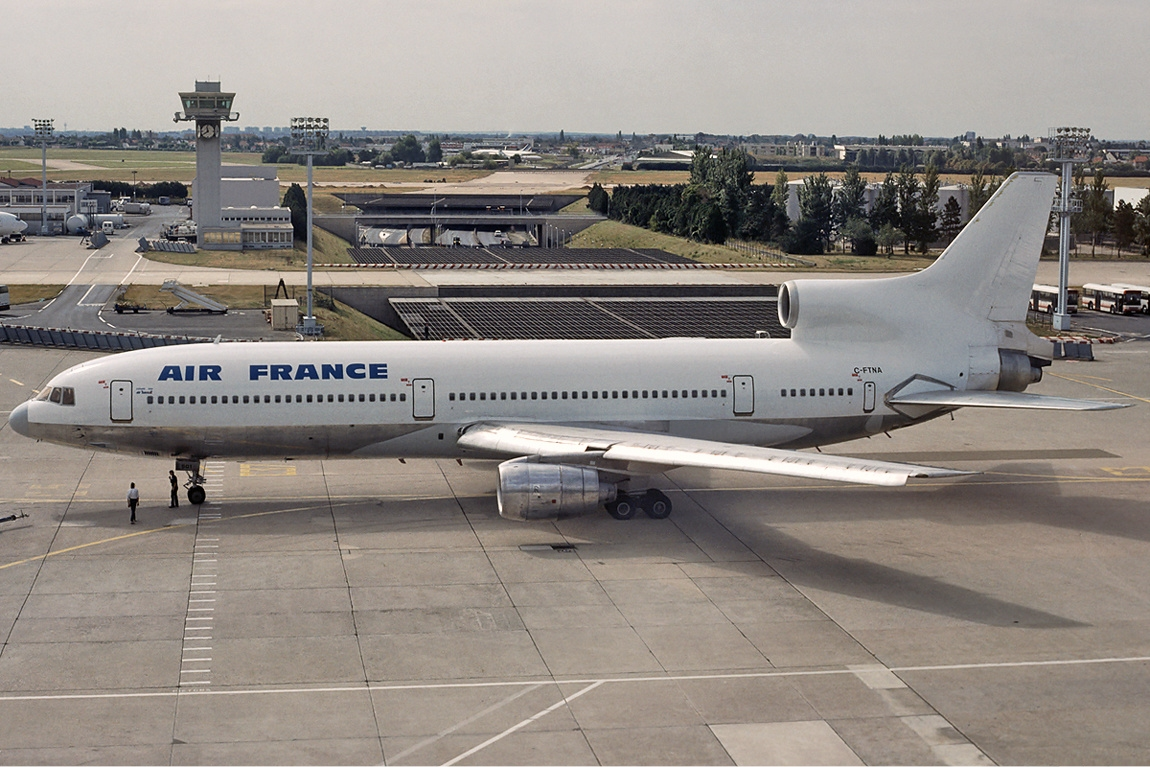
Un Lockheed L-1011 TriStar d'Air France

Ajouter un troisième réacteur à un biréacteur représentait un défi de taille pour les concepteurs. Ajouter deux moteurs pour faire du biréacteur un quadriréacteur aurait été plus simple, mais les coûts d'exploitation et le poids d'un quatrième moteur amenèrent à la conception d'un triréacteur.
Comme la plupart des avions de ligne modernes, un réacteur est fixé sous chaque aile (ou de chaque côté du fuselage comme sur le Boeing 727). Chez le DC-10 et le MD-11, le troisième moteur est à l'extérieur du fuselage, sous la dérive de queue. La poussée est donc rejetée directement derrière le moteur, au-dessus du fuselage. Chez le Lockheed L-1011 TriStar et le Boeing 727, le troisième réacteur se trouve dans le fuselage. Pour approvisionner le moteur en air, un trou béant se trouve à l'avant de la dérive de queue. La poussée est donc rejetée derrière le moteur, derrière le fuselage.
Ces deux conceptions de triréacteurs ont leurs avantages et leurs inconvénients. Disposer le moteur sous la dérive de queue, à l'extérieur de l'appareil, au-dessus du fuselage (DC-10 et MD-11), offre un gain de puissance et de vitesse puisque le moteur n'est pas caché mais exposé à l'air ambiant. Par contre cela déstabilise l'appareil étant donné la trainée causée par le réacteur. Tandis que disposer le moteur dans la queue (Boeing 727 et Lockheed L-1011 TriStar) offre une meilleure stabilité mais moins de puissance et de vitesse puisque la taille du fuselage restreint la taille du moteur et que l'air doit suivre un conduit avant d'atteindre la soufflante.
L'ajout d'un troisième réacteur signifie un alourdissement de l'appareil. Ainsi, l'ajout d'un troisième moteur implique un renforcement du train d'atterrissage (parfois même l'installation de roues supplémentaires) et le repositionnement des ailes vers l'arrière afin de corriger le centre de gravité de l'appareil déséquilibré par le troisième moteur. La dérive de queue doit aussi être repositionnée. Chez les avions semblables au MD-11, la dérive de queue doit être surélevée afin de faire place au moteur et d'assurer le contrôle du lacet de l'avion. Chez les avions semblables au Boeing 727, la dérive de queue doit être reculée afin de faire place à l'entrée d'air.

## Du triréacteur au biréacteur
La production d'avion triréacteurs a drastiquement diminué à partir des années 1980, avec l'arrivée d'avions biréacteurs, plus économes en carburant et moins coûteux à entretenir, sur les segments moyen et long-courriers. Vu le taux de défaillance extrêmement faible des moteurs modernes et vu leur puissance suffisamment élevée pour éviter d’avoir trois moteurs, les triréacteurs ont tendance à disparaître au profit des biréacteurs sauf pour les très gros appareils comme l’Airbus A380 ou le Boeing 747 qui possèdent quatre réacteurs. De plus, les standards de certification ETOPS imposent la présence de réacteurs surpuissants pour permettre aux biréacteurs de continuer à voler avec un seul moteur en cas de panne de l'un d'eux.
Un des désavantages des triréacteurs est la difficulté du positionnement du troisième réacteur central. Situé en hauteur au milieu de l’avion, le réacteur central est de plus difficile d’accès. Finalement, la difficulté du montage et de l’entretien rend le design plus coûteux.
Le système à trois réacteurs eut son heure de gloire à la fin des années 1970 et au début des années 1980. À cette époque, il était le système principal utilisé dans les compagnies aériennes américaines. De 1985 à 2003, le nombre de triréacteurs en fonctionnement a chuté de 1488 à 602 unités alors qu’au même moment les biréacteurs ont plus que quadruplé.

## Modèles
Quelques exemples de triréacteurs :
- Boeing 727 (1963)
- Dassault Aviation Falcon 50 (1976), Falcon 900 (1984), Falcon 7X (2005), Falcon 8X (2015)
- Hawker-Siddeley Trident (1962)
- Lockheed L-1011 Tristar (1970)
- McDonnell Douglas DC-10 (1970), MD-11 (1990)
- Tupolev Tu-154 (1968)
- Yakovlev Yak-40 (1966)
- Yakovlev Yak-42 (1980)

Une version triréacteur du Boeing 747 dénommée 747-300 fut étudiée mais jamais commercialisée à cause d’un problème de turbulences causé par la forme spécifique du pont supérieur des 747.